# TVBS-G播映過的無綫劇集列表
以下是依TVBS-G節目表內容所排列（未完成），劇名所提日期為台灣電視台TVBS-G首播該劇時間，括號內的文字代表該劇在台灣播映的劇名。
2007年7月26日後，播放港劇時段通稱為《港劇黃金線》，旋改為《港劇黃金夜》。

## 1995年
| 首播日期                      | 劇名 | 演員 |
| 1995年5月15日(與香港同步播出) | 真情 | 李司棋、薛家燕、劉 丹、關海山、黎 宣、蔣志光、蘇玉華、郭少芸、劉少君、劉愷威、鄺文珣、盧慶輝、羅 霖、曾 江、張慧儀、黃智賢、譚倩紅、苑瓊丹、鄭子誠、馬蹄露、呂 方、梁舜燕、顏國樑、文潔雲、楊英偉、彭子晴、黃錦燊、郭耀明、楊婉儀、袁彩雲、謝天華、滕麗名、伍啟銓、鄭少萍、吳美珩、李國麟、楊瑞麟、黃 新、余慕蓮、韋家雄、馬德鐘、郭可盈、陳錦鴻、張可頤、鄺美雲、林漪娸 、招石文、楚原、潘冰嫦、梁葆貞、簡瑞超、林小湛、于洋、羅蘭、馬海倫、黃天鐸、陳曼娜、黃子雄、劉家聰、駱應鈞、魏秋樺、尤程、劉玉翠、黎秀英 |

## 1996年
| 首播日期 | 劇名                     | 演員                                                                                        |
| 08月30日 | 少年五虎（少年溫拿五虎） | 朱健鈞、魏駿傑、蘇永康、鍾漢良、鄭敬基、阮兆祥、陶大宇、朱 茵、洪 欣、陳慧儀、楊 羚、樊亦敏 |

## 1998年
| 首播日期 | 劇名                     | 演員                                                                   |
| 06月24日 | 刑事偵緝檔案III          | 陶大宇、郭可盈、陳法蓉、梁榮忠、楊婉儀、鍾麗淇、羅冠蘭、陳美琪、廖啟智 |
| 08月19日 | 廉政行動1998（廉政行動） | 狄龍、張兆輝、梁榮忠、郭耀明、曹永廉、黃卓玲                           |

## 1999年
| 首播日期 | 劇名                             | 演員 |
| 02月8日  | 美味天王                         | 歐陽震華、沈殿霞、關詠荷、古天樂、宣萱、張可頤、秦沛、鄧一君、關海山、張達明、羅莽、林曉峰、楚原、馮素波 |
| 04月20日 | 陀槍師姐（神氣霸王花I）          | 關詠荷、歐陽震華、滕麗明、魏駿傑、朱咪咪、梁雪湄、姚樂怡、李成昌、馬德鐘、張錦程                         |
| 05月19日 | 妙手仁心                         | 吳啟華、林保怡、蔡少芬、馬浚偉、蘇永康、陳慧珊、陳芷菁、張家輝、湯盈盈、鄺文珣                           |
| 07月2日  | 離島特警                         | 呂頌賢、宣萱、郭晉安、潘芝莉、袁彩雲、姚樂怡                                                             |
| 09月7日  | 撻出愛火花（青春愛火花）         | 元 華、梁藝齡、謝霆鋒、張燊悅、韋家雄、李珊珊、馬德鐘                                                    |
| 10月10日 | 冤家宜結不宜解（冤家相報何時了） | 吳啟華、郭可盈、吳美珩、阮兆祥、江欣燕                                                                   |
| 11月12日 | 餐餐有宋家（非常家族）           | 古天樂、宣萱、黃紀瑩、鄧兆尊、林偉、尹揚明、張鳳妮                                                       |
| 12月25日 | 寵物情緣                         | 古天樂、宣萱、鄭秀文、馬德鐘、李珊珊、林海峰                                                             |

## 2000年
| 首播日期 | 劇名                     | 演員 |
| 01月24日 | 外父唔怕做（求愛急轉彎） | 秦沛、楊千嬅、張家輝、蘇玉華、傅明憲、謝天華、麥長青、苑瓊丹、駱應鈞、郭鋒、陳曼娜、韓馬利、姚樂怡、劉美珊、黃新 |
| 02月25日 | 金玉滿堂                 | 歐陽震華、郭晉安、江華、馬德鐘、陳妙瑛、梁珮玲、張慧儀、陳松伶、康華、艾威、羅樂林、胡楓、許紹雄、雪妮           |
| 04月30日 | 先生貴性                 | 羅嘉良、陳慧珊、江華、湯盈盈、郭少芸、張燊悅、谷峰、馮素波、陳琪                                                 |
| 06月15日 | 全院滿座                 | 吳啟華、關詠荷、鄭子誠、湯盈盈、苑瓊丹、韋家雄、馬蹄露、楚原、韓馬利、駱應鈞、谷峰、朱咪咪                       |
| 09月5日  | 雙面伊人                 | 鄭伊健、袁潔瑩、謝天華、曹永廉                                                                                   |
| 10月6日  | 千里姻緣兜錯圈           | 蔡少芬、錢嘉樂、梅小惠、馬德鐘、郭少芸、梁榮忠                                                                   |

## 2001年
| 首播日期 | 劇名                     | 演員                                                                                     |
| 3月4日   | 夢想成真                 | 宣萱、呂方、梅小惠、阮兆祥、呂頌賢                                                       |
| 3月9日   | 男親女愛                 | 鄭裕玲、黃子華、苑瓊丹、鄧健泓、原子鏸 陳彥行、蔣志光                                    |
| 12月17日 | 新鮮人（被遺忘的天使）   | 林保怡、馮德倫、吳美珩、容祖兒、徐子淇 蒙嘉慧、關海山                                    |
| 12月18日 | 十月初五的月光（澳門街） | 張智霖、佘詩曼、馬浚偉、薛家燕、唐文龍 姚樂怡、鄧浩光、汪琳、顏國樑、陳曼娜 郭峰、陳嘉儀 |